# Roy Milton

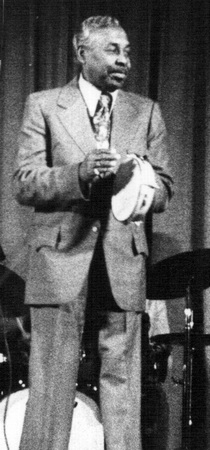
Roy Milton I Frankrike maj 1977

Roy Milton, född 31 juli 1907 i Wynnewood i Oklahoma, död 18 september 1983 i Los Angeles i Kalifornien, var en amerikansk rhythm and blues-sångare, trumslagare och bandledare. Han släppte sin första singel Milton's Boogie på sitt eget skivbolag. Hans genombrott kom 1946 med låten R. M. Blues som blev en hit och placerades på r&b-listans andra plats och poplistans tjugonde plats. Han fick totalt 19 topp 10-hits på r&b listan. Några av dem var Hop, Skip and jump (#3 1948), Information Blues (#2 1950) och Best Wishes (#2 r&b 1952).